# Pier Paolo Crescenzi

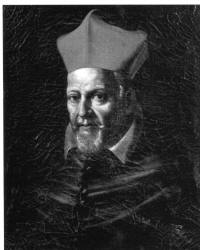
Pier Paolo Kardinal Crescenzi

Pier Paolo Crescenzi (* 1572 in Rom; † 19. Februar 1645) war ein italienischer Kardinal der Römischen Kirche.

## Leben
Pier Paolo Crescenzi stammte von dem aus Sabina stammenden römischen Patriziergeschlecht der Crescentier ab und wurde beim Konsistorium vom 17. August 1611 von Papst Paul V. zum Kardinal erhoben und am 12. September 1611 zum Kardinalpriester von Santi Nereo e Achilleo ernannt. Am 4. Juli 1612 wurde er zum Bischof von Rieti ernannt und empfing als solcher am 4. Juli 1612 die Priesterweihe. Nach dem Tod von Papst Paul V. am 28. Januar 1621 nahm er am 8. und 9. Februar 1621 an dem Konklave teil, das Alessandro Kardinal Ludovisi zum Papst Gregor XV. wählte. Kurz darauf wurde er am 17. März 1621 zum Bischof von Orvieto ernannt. Nach dem Tode von Papst Gregor XV. am 8. Juli 1623 gehörte er vom 19. Juli 1623 bis zum 6. August 1623 zu den Teilnehmern des Konklave, das Maffeo Barberini zum Papst Urban VIII. wählte.
Am 8. Oktober 1629 erfolgte seine Ernennung zum Kardinalbischof von Palestrina sowie am 1. Juli 1641 zum Kardinalbischof von Porto und Santa Rufina. Als solcher fungierte Kardinal Crescenzi zwischen dem 1. Juli 1641 und seinem Tode am 19. Februar 1645 auch als Kardinalsubdekan und somit als stellvertretender Vorsitzender des Kardinalskollegiums. Am 23. Mai 1644 trat er als Bischof von Orvieto zurück. Nach dem Tode von Papst Urban VIII. nahm er vom 9. August bis zum 15. September 1644 an dem Konklave teil, das Giovanni Battista Pamphilj zum Papst Innozenz X. wählte.